# Trichosalpingus niger
Trichosalpingus niger is een keversoort uit de familie Mycteridae. De wetenschappelijke naam van de soort is voor het eerst geldig gepubliceerd in 1920 door Lea.